# Walther Holvoet
Walther Holvoet (Jabbeke, 14 maart 1928 - Torhout, 9 januari 2018) was een Belgisch politicus. Hij was burgemeester van Koekelare.

## Biografie
In zijn kindertijd verhuisden zijn ouders naar Koekelare. Aan de humaniora studeerde hij Latijn en Grieks en daarna studeerde hij aan de universiteit van Gent, waar hij in 1953 het diploma van dokter in de dierengeneeskunde behaalde. In 1955 eindigde zijn legerdienst en ging hij werken als veearts. Holvoet trouwde op 10 augustus 1963 met Marie-Jeanne Kinget.
Voor de gemeenteraadsverkiezingen van 1982 kwam hij in Koekelare op met een volledig nieuwe lijst, Nieuw Koekelare, waarvan hij lijsttrekker was. Na de verkiezingen kwam hij in 1983 in de gemeenteraad bij de oppositie. In 1986 overleed CVP-burgemeester Lodewijk Jonckheere. Jozef Beernaert brak met de bestuurspartij CVP, waardoor deze in de oppositie terechtkwam. De andere meerderheidspartij, het liberale Center, vormde met Jozef Beernaert en met de partij Nieuw Koekelare een nieuwe coalitie. Walther Holvoet kwam zo in de meerderheid. Schepen Gabriël Van Der Cruyssen van Center werd nu burgemeester en Holvoet nam zijn plaats als schepen in vanaf 11 augustus 1986.
Voor de verkiezingen van 1988 verenigde Holvoet zijn lijst Nieuw Koekelare met Center in de lijst Nieuw Center. De fusielijst kwam na de verkiezingen in 1989 in de meerderheid en onder burgemeester Van Der Cruyssen werd Holvoet opnieuw schepen. Op 1 juni 1993 werd Walther Holvoet voor het laatste anderhalf jaar van de ambtsperiode burgemeester van Koekelare.
Voor de gemeenteraadsverkiezingen van 1994 kwam Nieuw Center op onder de naam VLD en Holvoet scheurde zich weer af met de nieuwe lijst DOEN. De partij behaalde 2 van de 19 gemeenteraadsleden. Dankzij deze 2 zetels kon Holvoet met de CVP/VU en de SP een coalitie vormen en op die manier de VLD, die 9 van de 19 zetels had behaald, naar de oppositie verwijzen. Walther Holvoet mocht opnieuw schepen worden onder de nieuwe SP-burgemeester Patrick Lansens vanaf 1 januari 1995. Hij bleef schepen tot eind 2000.
In zijn privéleven kreeg Holvoet interesse voor Thailand, waar naar hij verschillende reizen maakte. In 1987 richtte hij een Thais-Vlaamse Vriendenkring op. Toen hij schepen van toerisme was, werd onder zijn impuls in 1989 in Koekelare de Sala Thai ingehuldigd in het bijzijn van de Thaise ambassadeur. 